# Fumiko Kometani
Fumiko Kometani (jap. 米谷 ふみ子, Kometani Fumiko, * 13. November 1930 in Osaka) ist eine japanische Schriftstellerin.
Kometani studierte japanische Literatur an der Frauenuniversität in Osaka, wandte sich dann aber der Malerei zu. Sie nahm mit einem Ölgemälde an einer Ausstellung der Kunstorganisation Nikaki teil und wurde mit dem Kansaijōryū bijutsushō, dem Kunstpreis für Frauen in der Region Kansai, ausgezeichnet.
1960 erhielt sie ein Stipendium für die Teilnahme an einem Kunstworkshop in Peterborough (New Hampshire). Hier lernte sie den Schriftsteller Josh Greenfeld kennen, mit dem sie drei Jahre in New York lebte. In dieser Zeit heiratete sie Greenfeld und trat zum Judentum über. Nach der Rückkehr der Familie nach Japan stellte sich heraus, dass eines ihrer Kinder geistig behindert war, woraufhin Kometani eine literarische Laufbahn einschlug.
Sie verfasste Essays, u. a. über Norman Mailer, Arthur Miller, Art Carney, Zero Mostel und Alan Schneider, und politische Schriften, ab Mitte der 1970er-Jahre auch Erzählungen und Romane. Sie wurde 1985 mit dem Akutagawa-Preis und 1998 mit dem Frauenliteraturpreis ausgezeichnet.

## Werke (Auswahl)
- Wasabi zum Frühstück. Erzählungen. be.bra 2011. ISBN 9783861249139